# 슈발레-바르닝 정리
수론에서, 슈발레-바르닝 정리(영어: Chevalley–Warning theorem)는 변수가 많고 차수가 낮은 유한체 계수 연립 다항 방정식이 유일한 해를 가질 수 없다는 정리이다.

## 정의
{\displaystyle \mathbb {F} _{q}}가 표수가 {\displaystyle p}, 크기가 {\displaystyle q}인 유한체라고 하자. {\displaystyle f_{1},\dots ,f_{m}\in \mathbb {F} _{q}[t_{1},\dots ,t_{n}]}가 {\displaystyle d_{1},\dots ,d_{m}}차 다항식들이며,
{\displaystyle d_{1}+\cdots +d_{m}<n}
이라고 하자. 또한
{\displaystyle V(f_{1},\dots ,f_{m})=\{(x_{1},\dots ,x_{n})\in \mathbb {F} _{q}^{n}\colon f_{1}(x_{1},\dots ,x_{n})=\cdots =f_{m}(x_{1},\dots ,x_{n})=0\}}
이 이에 대응하는 연립 다항 방정식의 해의 집합이라고 하자. 슈발레-바르닝 정리에 따르면,
{\displaystyle p\mid \#V(f_{1},\dots ,f_{m})}
이다.:605, Theorem 1.1:273, Theorem 6.8 즉, 체의 표수는 이 연립 다항 방정식의 해의 개수를 나눈다. 특히,
{\displaystyle \#V(f_{1},\dots ,f_{r})\neq 1}
이다. 즉, 이 연립 다항 방정식의 해는 존재하지 않거나, 2개 이상이다.
증명:
임의의 {\displaystyle i\in \{0,1,\dots ,q-2\}}에 대하여
{\displaystyle \sum _{x\in \mathbb {F} _{q}}x^{i}=0}
이다. 이는 다음과 같이 증명할 수 있다. 편의상 {\displaystyle i>0}이라고 하자. {\displaystyle \mathbb {F} _{q}}의 가역원군 {\displaystyle \mathbb {F} _{q}^{\times }}은 순환군이다. {\displaystyle a}가 그 생성 원소라고 하자. 그렇다면,
{\displaystyle \sum _{x\in \mathbb {F} _{q}}x^{i}=\sum _{j=0}^{q-2}(a^{j})^{i}={\frac {a^{i(q-1)}-1}{a^{i}-1}}=0}
이다.
만약 단항식 {\displaystyle t_{1}^{a_{1}}\cdots t_{n}^{a_{n}}}의 차수 {\displaystyle a_{1}+\cdots +a_{n}}이 {\displaystyle n(q-1)} 미만이라면, {\displaystyle a_{i}<q-1}인 {\displaystyle i}가 존재하므로,
{\displaystyle \sum _{(x_{1},\dots ,x_{n})\in \mathbb {F} _{q}^{n}}x_{1}^{a_{1}}\cdots x_{n}^{a_{n}}=\left(\sum _{x_{1}\in \mathbb {F} _{q}}x_{1}^{a_{1}}\right)\cdots \left(\sum _{x_{n}\in \mathbb {F} _{q}}x_{n}^{a_{n}}\right)=0}
이다.
만약 다항식 {\displaystyle f\in \mathbb {F} _{q}[t_{1},\dots ,t_{n}]}의 차수가 {\displaystyle n(q-1)} 미만이라면, {\displaystyle f}는 차수가 {\displaystyle n(q-1)} 미만인 단항식들의 {\displaystyle \mathbb {F} _{q}}-선형 결합이므로,
{\displaystyle \sum _{(x_{1},\dots ,x_{n})\in \mathbb {F} _{q}^{n}}f(x_{1},\dots ,x_{n})=0}
이다.
다항식
{\displaystyle f(t_{1},\dots ,t_{n})=\prod _{i=1}^{m}(1-f_{i}(t_{1},\dots ,t_{n})^{q-1})\in \mathbb {F} _{q}[t_{1},\dots ,t_{n}]}
을 생각하자. 그렇다면,
{\displaystyle f(x_{1},\dots ,x_{n})={\begin{cases}1&(x_{1},\dots ,x_{n})\in V(f_{1},\dots ,f_{m})\\0&(x_{1},\dots ,x_{n})\in \mathbb {F} _{q}^{n}\setminus V(f_{1},\dots ,f_{m})\end{cases}}}
이며,
{\displaystyle \deg f=(q-1)\sum _{i=1}^{m}d_{i}<(q-1)n}
이다. 따라서,
{\displaystyle 0=\sum _{(x_{1},\dots ,x_{n})\in \mathbb {F} _{q}^{n}}f(x_{1},\dots ,x_{n})=\#V(f_{1},\dots ,f_{m})\cdot 1_{\mathbb {F} _{q}}}
이다. 즉, {\displaystyle p\mid \#V(f_{1},\dots ,f_{r})}이다.

## 역사
1935년에 레너드 유진 딕슨과 에밀 아르틴은 차수가 변수 개수보다 작은 유한체 계수 동차 다항식이 자명하지 않은 해를 가진다고 추측하였다.
클로드 슈발레가 1935년 논문에서 슈발레-바르닝 정리의 약한 형태({\displaystyle \#V(f_{1},\dots ,f_{r})\neq 1})를 증명하였다. 에발트 바르닝(영어: Ewald Warning, 1910~1999)이 1935년 논문에서 슈발레-바르닝 정리({\displaystyle p\mid \#V(f_{1},\dots ,f_{r})})를 증명하였다. (두 논문은 같은 학술지 같은 호에 연이어 실렸다.)

## 참고 문헌
1. ↑  Clark, Pete L.; Genao, Tyler; Saia, Frederick (2021). “Chevalley-Warning at the boundary”. 《Expositiones Mathematicae》 (영어) 39 (4): 604–623. doi:10.1016/j.exmath.2021.03.005. ISSN 0723-0869. MR 4340766. Zbl 1486.11146.
2. ↑  Lidl, Rudolf; Niederreiter, Harald (1997). 《Finite fields》. Encyclopedia of Mathematics and Its Applications (영어) 20 2판. 케임브리지: Cambridge University Press. MR 1429394. Zbl 0866.11069.
3. ↑  Dickson, Leonard Eugene (1909). “On the representation of numbers by modular forms”. 《Bulletin of the American Mathematical Society》 (영어) 15 (7): 338–347. doi:10.1090/S0002-9904-1909-01777-X. ISSN 0002-9904. JFM 40.0269.01. MR 1558771.
4. ↑  Chevalley, Claude (1935). “Démonstration d'une hypothèse de M. Artin”. 《Abhandlungen aus dem Mathematischen Seminar der Universität Hamburg》 (프랑스어) 11 (1): 73–75. doi:10.1007/BF02940714. ISSN 0025-5858. JFM 61.1043.01. MR 3069644.
5. ↑  Warning, Ewald (1935). “Bemerkung zur vorstehenden Arbeit von Herrn Chevalley”. 《Abhandlungen aus dem Mathematischen Seminar der Universität Hamburg》 (독일어) 11 (1): 76–83. doi:10.1007/BF02940715. ISSN 0025-5858. JFM 61.1043.02. MR 3069645.